# Chloroclystis ida
Chloroclystis ida är en fjärilsart som beskrevs av Gordon J. Howes 1905. Chloroclystis ida ingår i släktet Chloroclystis och familjen mätare. Inga underarter finns listade i Catalogue of Life.